# Igor Lebiedienko
Igor Lebiedienko (ur. 1983) – rosyjski piłkarz grający jako pomocnik lub napastnik.

## Kariera piłkarska
Wychowanek Torpedo Moskwa. Potem występował w Lokomotiwie Moskwa, z którym zdobył Superpuchar Rosji, i Saturnie Ramienskoje. W 2009 przeszedł do FK Rostów. W 2011 grał dla Rubina Kazań, a od 2012 był przez pięć lat podstawowym zawodnikiem Tereka (później Achmat). W 2017 roku rozwiązał kontrakt i przeszedł do nowo powstałego klubu Ararat Moskwa. W lutym 2018 został zawodnikiem Fakieła Woroneż.